# Liste des médaillés olympiques en karaté
Voici la liste des médaillés et médaillées des épreuves de karaté aux Jeux olympiques depuis leur introduction au programme en 2020.

## Kumite

### Hommes

#### Poids légers
| Édition                          | Or                    | Argent            | Bronze                       |
| -------------------------------- | --------------------- | ----------------- | ---------------------------- |
| Moins de 67 kg                   |                       |                   |                              |
| Tokyo 2020 (Résultats détaillés) | Steven Da Costa (FRA) | Eray Şamdan (TUR) | Darkhan Assadilov (KAZ)      |
| Tokyo 2020 (Résultats détaillés) | Steven Da Costa (FRA) | Eray Şamdan (TUR) | Abdelrahman Al-Masatfa (JOR) |

#### Poids moyens
| Édition                          | Or               | Argent              | Bronze                 |
| -------------------------------- | ---------------- | ------------------- | ---------------------- |
| Moins de 75 kg                   |                  |                     |                        |
| Tokyo 2020 (Résultats détaillés) | Luigi Busà (ITA) | Rafael Ağayev (AZE) | Gábor Hárspataki (HUN) |
| Tokyo 2020 (Résultats détaillés) | Luigi Busà (ITA) | Rafael Ağayev (AZE) | Stanislav Horuna (UKR) |

#### Poids lourds
| Édition                          | Or                     | Argent             | Bronze              |
| -------------------------------- | ---------------------- | ------------------ | ------------------- |
| Plus de 75 kg                    |                        |                    |                     |
| Tokyo 2020 (Résultats détaillés) | Sajjad Ganjzadeh (IRI) | Tareg Hamedi (KSA) | Ryutaro Araga (JPN) |
| Tokyo 2020 (Résultats détaillés) | Sajjad Ganjzadeh (IRI) | Tareg Hamedi (KSA) | Uğur Aktaş (TUR)    |

### Femmes

#### Poids légers
| Édition                          | Or                  | Argent                   | Bronze              |
| -------------------------------- | ------------------- | ------------------------ | ------------------- |
| Moins de 55 kg                   |                     |                          |                     |
| Tokyo 2020 (Résultats détaillés) | Ivet Goranova (BUL) | Anzhelika Terliuga (UKR) | Bettina Plank (AUT) |
| Tokyo 2020 (Résultats détaillés) | Ivet Goranova (BUL) | Anzhelika Terliuga (UKR) | Wen Tzu-yun (TPE)   |

#### Poids moyens
| Édition                          | Or                    | Argent            | Bronze             |
| -------------------------------- | --------------------- | ----------------- | ------------------ |
| Moins de 61 kg                   |                       |                   |                    |
| Tokyo 2020 (Résultats détaillés) | Jovana Preković (SRB) | Yin Xiaoyan (CHN) | Giana Farouk (EGY) |
| Tokyo 2020 (Résultats détaillés) | Jovana Preković (SRB) | Yin Xiaoyan (CHN) | Merve Çoban (TUR)  |

#### Poids lourds
| Édition                          | Or                     | Argent               | Bronze                 |
| -------------------------------- | ---------------------- | -------------------- | ---------------------- |
| Plus de 61 kg                    |                        |                      |                        |
| Tokyo 2020 (Résultats détaillés) | Feryal Abdelaziz (EGY) | Iryna Zaretska (AZE) | Gong Li (CHN)          |
| Tokyo 2020 (Résultats détaillés) | Feryal Abdelaziz (EGY) | Iryna Zaretska (AZE) | Sofya Berultseva (KAZ) |

## Kata

### Hommes
| Édition                          | Or               | Argent                | Bronze             |
| -------------------------------- | ---------------- | --------------------- | ------------------ |
| Tokyo 2020 (Résultats détaillés) | Ryo Kiyuna (JPN) | Damián Quintero (ESP) | Ariel Torres (USA) |
| Tokyo 2020 (Résultats détaillés) | Ryo Kiyuna (JPN) | Damián Quintero (ESP) | Ali Sofuoğlu (TUR) |

### Femmes
| Édition                          | Or                   | Argent              | Bronze                |
| -------------------------------- | -------------------- | ------------------- | --------------------- |
| Tokyo 2020 (Résultats détaillés) | Sandra Sánchez (ESP) | Kiyou Shimizu (JPN) | Grace Lau (HKG)       |
| Tokyo 2020 (Résultats détaillés) | Sandra Sánchez (ESP) | Kiyou Shimizu (JPN) | Viviana Bottaro (ITA) |